# Uranotaenia browni
Uranotaenia browni är en tvåvingeart som beskrevs av Mattingly 1955. Uranotaenia browni ingår i släktet Uranotaenia och familjen stickmyggor.
Artens utbredningsområde är Seychellerna. Inga underarter finns listade i Catalogue of Life.